# Paweł Kępski
Paweł Kępski herbu Jastrzębiec (zm. w 1639 roku) – wojski płocki w 1613 roku, podczaszy wyszogrodzki w 1609 roku.
Poseł województwa płockiego na sejm 1611 roku. Poborca w województwie płockim w 1648 roku.
Podpisał elekcję 1648 roku z województwa płockiego.